# Miroslav Matušovič
Miroslav Matušovič (Ostrava, República Checa, 2 de noviembre de 1980), futbolista checo. Juega de volante y su actual equipo es el Apollon Limassol de la Primera División de Chipre.

## Clubes
| Club             | País            | Año       |
| ---------------- | --------------- | --------- |
| Baník Ostrava    | República Checa | 1998-2005 |
| Sparta de Praga  | República Checa | 2005-2009 |
| Apollon Limassol | Chipre          | 2009-     |

- Datos: Q1236406